# 42 Pułk Piechoty (austro-węgierski)
Czeski Pułk Piechoty Nr 42 (IR. 42) – pułk piechoty cesarskiej i królewskiej Armii.

## Historia pułku
Pułk został utworzony w 1685 roku. 
Okręg uzupełnień nr 42 Terezin (niem. Theresienstadt) na terytorium 9 Korpusu.
Kolejnymi szefami pułku byli:
- król Hanoweru Jerzy V (1852 – †12 VI 1878),
- książę Cumberland oraz książę Brunszwiku i Lüneburga Ernest August Hanowerski (od 1879).

Kolory pułkowe: pomarańczowy, guziki srebrne.
W 1867 roku pułk stacjonował w Wiedniu i wchodził w skład 1 Brygady należącej do 1 Dywizji. Główna stacja okręgu uzupełnień i kancelaria rachunkowa (niem. Haupt-Ergänzungs-Bezirks- und Rechnungskanzlei-Station) pozostawała w Terezinie.
W 1873 sztab pułku razem z komendą rezerwową i stacją okręgu uzupełnień stacjonował w Terezinie.
W latach 1904-1908 komenda pułku razem z 2. i 4. batalionem stacjonowała w Sadowej (niem. Königgrätz), 3. batalion w Terezinie. Natomiast 2. batalion podlegał dyslokacjom: 1903 – w Budvie (wł. Budua), 1904 – w Kotorze (wł. Cattaro), 1905 – w Crkvicach, 1906–1907 – w Hercegu Novim (wł. Castelnuovo), 1908 – w Sadowej.
W latach 1910–1914 komenda pułku razem z 2. i 3. batalionem stacjonowała w Sadowej, 1. batalion w Kadaniu (niem. Kaaden), a 4. batalion na granicy z Serbią w Avtovac. W 1914 roku 4. batalion został przesunięty do Nevesinja. Pułk (bez 4. batalionu) wchodził w skład 57 Brygady Piechoty należącej do 19 Dywizji Piechoty. Detaszowany 4. batalion wchodził w skład 3 Brygady Górskiej należącej do 18 Dywizji Piechoty.
Skład narodowościowy w 1914 roku 86% – Niemcy.
W czasie I wojny światowej pułk walczył z Rosjanami w końcu 1914 i na początku 1915 roku w Galicji oraz w Królestwie Kongresowym. Żołnierze pułku są pochowani m.in. na cmentarzu w Zawierciu i cmentarzu wojennym nr 314 w Bochni.

## Komendanci pułku
- płk Anton Hauska (1867[1]–1873[2])
- płk Philipp Niklas (1890–1895 → generał major, komendant 7 Brygady Piechoty[4])
- płk Vincenz Lehmann (od 1895[5])
- płk Karl Klarner (1903–1904)
- płk Josef Achberger (1905–1909)
- płk Josef Weiss (1910–1912)
- płk Karl Wöllner (1912–1914)